# Елинчич Племенити, Змаго
Змаго Елинчич Племенити (словен. Zmago Jelinčič Plemeniti; род. 7 января 1948, Марибор) — словенский политический и партийный деятель. Основатель и лидер Словенской национальной партии.

## Биография
После окончания начальной школы он продолжил обучение в польской гимназии, а затем начал учиться на фармацевтическом факультете Люблянского университета, но не закончил учёбу. Будучи студентом, он был балериной в Словенском национальном театре оперы и балета в Любляне . Он получил свое университетское образование в качестве фармацевта только в 2009 году в университете Скопье. Затем он получил степень магистра в Академии дипломатии и безопасности в Белграде в декабре 2011 года, защитив диссертацию « Проблема разграничения словенских территорий с соседней Хорватией».
Он в основном собирает старое оружие, банкноты, ценные бумаги и старые финансовые документы. Как нумизмат он самостоятельно опубликовал семь книг — каталоги банкнот. Он также опубликовал книгу « Косметика от растений» . Он является спортивным пилотом, был президентом в течение 8 лет, а сейчас является почетным президентом Словенской авиационной ассоциации . Он является присяжным судебным оценщиком в области нумизматики, герба и фалеристики.

## Политика
В 1989 году он стал участвовать в политических событиях в Словении; 17 марта 1991 года он основал Словенскую национальную партию .
В 1992 году он был избран в 1-е Национальное собрание Республики Словения ; В течение этого срока он был членом следующих рабочих органов :
- Комитет по обороне (Председатель; до 17 сентября 1993 года),
- Комиссия по выборам, назначениям и административным вопросам (до 19 сентября 1993 года),
- Правила процедуры ,
- Комиссия по надзору за работой служб безопасности и разведки ,
- Комитет по международным отношениям ,
- Комиссия по расследованию якобы вредных, недопустимых и незаконных и неконституционных действий и операций Исполнительного совета городского собрания Любляны, исполнительных советов муниципальных собраний Постойны, Трбовле и Изолы и всех тех исполнительных советов муниципальных собраний, деятельность которых осуществлялась Государственной бухгалтерией или другими компетентными органами государственные органы обнаружили нарушения и незаконные действия, и подозревали злоупотребление полномочиями определённых государственных должностных лиц и другие подобные нарушения ,
- Следственная комиссия по расследованию политической ответственности отдельных держателей общественных функций в исполнительных советах муниципалитетов и республики за срыв экономической системы «Искра» и
- Комиссия по расследованию расследований послевоенных массовых убийств, юридически сомнительных процессов и других подобных нарушений .

Он также был избран в Национальное Собрание на всех будущих выборах и неоднократно не баллотировался на пост президента. Впервые с 1992 года он не был избран на парламентских выборах 2011 года, и его партия больше не вступала в Национальное собрание.

## Преступная деятельность и скандалы
За организацию хищения музейного оружия из собраний Национального музея был приговорен к лишению свободы в 1975 году. В тюрьме он провёл три с половиной года.
Во время словенской десятидневной войны в 1991 году он несколько дней был членом военизированного подразделения и впоследствии был задержан словенскими властями безопасности.
В 2003 году его имя было опубликовано на веб-сайте предполагаемыми сотрудниками Службы национальной безопасности, а затем в книге « Между свободой и красной звездой», которая является частью личного дела его сотрудника; его называли «помощником в отношении происхождения враждебной деятельности». Его разведывательная деятельность была сосредоточена главным образом на эмиграции в Великобритании и Словении . Он никогда не отрицал обвинений в сотрудничестве с SDV, но избегал ответов. В 2002 году во время президентской кампании он ответил на вопрос о сотрудничестве: «Я был лучшим югославским агентом в Службе национальной безопасности, и, по моему мнению, британцы сняли все фильмы о Джеймсе Бонде».
Будучи членом Парламентской ассамблеи Совета Европы, в 2013 году он был вовлечен в скандал с голосованием в связи с докладом о правах человека в Азербайджане. В независимом обзоре его подозревали в том, что он помогал отклонить критический отчет в обмен на взятку с 13 другими сообщниками. Не отвечая на обвинения, он получил пожизненный запрет на Совет Европы в 2018 году.

## Членство в организациях
- Словенская национальная партия;
- Ассоциация полетов Словении;
- Словенская филателистическая академия;
- Орден тамплиеров [источник не указан 1949 дней];
- пожизненный член Национальной стрелковой ассоциации Америки (NRA) [источник не указан 1949 дней];
- Американская Фармацевтическая Ассоциация [источник не указан 1949 дней];
- Общество психических исследований, Лондон [источник не указан 1949 дней];
- Королевская филателистическая ассоциация, Лондон [источник не указан 1949 дней].